# BMW R32
BMW R32 е първият модел на мотоциклет на BMW.
Конструиран е през 1923 г. от Макс Фриц и Мартин Щоле. Мотоциклетът е с боксерен двигател и карданно предаване.
Има обем 494 cm³, 8,5 к.с. и въздушно охлаждане.